# Bodo Bach
Bodo Bach ist eine 1994 von dem Radiomoderator und Komiker Robert Treutel (* 25. Oktober 1957 in Frankfurt am Main) erfundene und seitdem überregional bekannt gemachte fiktive Person. Charakteristisch für die Scherzfigur sind der neuhessische Regiolekt und eine Batschkapp.

## Werdegang
Die Figur des Bodo Bach wurde zunächst durch Scherzanrufe bekannt, die der Radiosender FFH ausstrahlte. Zum Markenzeichen wurde sein Ausruf „Isch hätt da gern emal e Problem“, mit dem jedes seiner Telefonate begann, um in der Folge den Gesprächspartner in die Verzweiflung zu treiben. Er schloss das Gespräch oft mit den Worten „Ich verabscheu’ mich!“. Mittlerweile hat er über 1500 solcher Gespräche geführt.
Des Weiteren tritt er häufig in den Rateteams der Sendungen Strassenstars und Dings vom Dach im hr-fernsehen (Hessischer Rundfunk) sowie Meister des Alltags und Sag die Wahrheit im SWR auf. Außerdem war er zwischen 2016 und 2024 insgesamt sieben Mal zu Gast bei Wer weiß denn sowas? (ARD). Seine Scherzanrufe und weitere Comedy-Geschichten wurden auf mehreren CDs veröffentlicht, auf denen unter anderem auch Parodien bekannter Persönlichkeiten wie Rudolph Moshammer und Lothar Matthäus enthalten sind.
Im Jahr 2001 bekam Bodo Bach seine eigene TV Show in Sat.1 mit dem Titel Bodo Bach – Bei Anruf Lachen, die den bisherigen Höhepunkt seiner Karriere darstellt. Von 2003 bis 2006 tourte er mit seinem Comedyprogramm Grinskram in über 160 Vorstellungen nach eigener Aussage „weltweit durch Deutschland“. Am 18. November 2006 begann eine weitere Tournee durch Deutschland mit dem Programm 4-tel nach Bach. Bei diesem Programm telefonierte er, im Gegensatz zu früheren Programmen, live. Die Zuschauer konnten dann vor Ort Telefonnummern abgeben, bei denen er teilweise sogar anrief. Viele seiner „Telefon-Opfer“ lud er nach dem Streich telefonisch zu seinem nächsten Auftritt in der Nähe des „Opfers“ ein.
2008 wurde er zum Arosa Humor-Festival eingeladen. Außerdem trat er bis 2009 in der Sendung Verstehen Sie Spaß? als Reporter auf, der Stars interviewt und sie in der Öffentlichkeit, zum Beispiel in einer großen Kölner Fußgängerzone, ein wenig aufs Korn nimmt. Seine erste Rolle als Schauspieler bekam Bodo Bach im Fernsehfilm Das Musikhotel am Wolfgangsee.

## Alben
- 1996: Au! Weia
- 1997: MIR gehts gut
- 1998: Festplatte 2000
- 1999: Die Kaffeefahrt
- 2000: Ich verabscheu’ mich
- 2002: Aus em Häusche
- 2004: Bodo Bach – GRINSKRAM

## Programme
- 2002: Aus em Häusche
- 2004: Grinskrams
- 2007: 4tel nach Bach
- 2011: …und… wie war ich?
- 2014: Auf der Überholspur
- 2017: Pech gehabt

## Videoalben
- 2004: Live… Aus em Häusche
- 2006: Live… Ich hätt’ da gern mal ein Problem

## Filme
- 2008: Das Musikhotel am Wolfgangsee (TV)
- 2009: Keine Leiche ohne Lily (TV)
- 2015: 3 Türken und ein Baby (Kino)